# Noppenspitze
Il  Noppenspitze  è una montagna alta 2594 m, situata nella parte centrale della catena montuosa dell'Hornbach nelle Alpi dell'Algovia, nella regione del Tirolo in Austria.

## Geografia
La sua cresta sud-sudest, caratterizzata da cime sviluppate e lastroni, separa il Sattelkar dal Noppenkar e, dietro il Luxnacher Sattel, forma la cresta erbosa dell'Häselgehrberg. A nord, invece, una parete rocciosa alta più di 300 metri precipita a strapiombo nella valle boscosa e oscura di Hornbach.

## Alpinismo
Il 16 agosto 1890 il Noppenspitze venne scalato per la prima volta da Anton Spiehler e dalla sua guida Johann Schiffer. Dopo aver raggiunto da sud la cresta principale della catena dell'Hornbach partendo dal Noppenkar, i due alpinisti attraversarono sotto le selvagge pareti rocciose settentrionali e da lì completarono l'ascesa alla vetta
Il Noppenspitze è una montagna raramente scalata. Secondo il registro delle vette depositato nel 2006, in media vengono registrate solo dalle 5 alle 15 ascensioni all'anno. Per raggiungere il punto più alto bisogna percorrere un sentiero lungo e largo con un dislivello complessivo di circa 1500 metri. Inoltre, la vetta non è accessibile e richiede un alpinista cauto, dal passo sicuro e senza vertigini, in grado di orientarsi bene anche nel terreno impervio e confuso del roccioso versante sud-occidentale. Le difficoltà di arrampicata sulla via normale attraverso il versante sud-occidentale sono limitate al livello di difficoltà II secondo l'UIAA.